# Fastlife
Fastlife är det första studioalbumet av den amerikanske artisten Joe Jonas utan hans bröder Kevin och Nick från deras band Jonas Brothers. Albumet släpptes den 10 oktober 2011 i Sverige och en dag senare i USA. Albumets ledande singel "See No More" släpptes den 13 juni och den andra singeln "Just in Love" släpptes den 13 september 2011.

## Bakgrund
Jonas förklarade följande om albumtiteln Fastlife, "Jag har varit galet upptagen det senaste året och jag vill i stort sett visa människor lite vad mitt liv går ut på; visa dem lite mer. Det har varit en rolig upplevelse."  
Han beskrev Fastlife som ett "upptempo album".

## Marknadsföring
Den 22 augusti 2011 framförde Joe Jonas "Love Slayer", "Just in Love", "Fastlife", "Sorry", "Kleptomaniac" och "See No More" live i The Late Show with David Letterman.

## Singlar
- Den första singeln från Fastlife, "See No More", släpptes den 13 juni 2011.[9] "See No More" placerades bland annat som #53 i Storbritannien.

- Den andra singeln "Just in Love", släpptes den 13 september 2011. En remix med Lil Wayne släpptes den 4 oktober 2011.

## Låtlista
Den officiella låtlistan publicerades på Amazon.com den 31 augusti 2011.
| Nr  | Titel                              | Kompositör                                                | Producent(er) | Längd |
| --- | ---------------------------------- | --------------------------------------------------------- | ------------- | ----- |
| 1.  | All This Time                      | Joe Jonas, Nathaniel Hills, Kevin Cossum, Marcella Araica | Danja         | 4:27  |
| 2.  | Just in Love                       | Jonas, James Fauntleroy II                                | Rob Knox      | 3:27  |
| 3.  | See No More                        | Jonas, Chris Brown, Brian Kennedy                         | Kennedy       | 3:52  |
| 4.  | Love Slayer                        | Jonas, Hills, Cossum, Aracia                              | Danja         | 4:10  |
| 5.  | Fastlife                           | Jonas, Tardoss, Fauntleroy II, Daniels                    | Knox          | 4:01  |
| 6.  | Make You Mine                      | Jonas, Hills, Claude Kelly, Aracia                        | Danja         | 4:12  |
| 7.  | Sorry                              | Jonas, Tardoss, Fauntleroy II, Daniels, Nuno Bettencourt  | Knox          | 5:03  |
| 8.  | Kleptomaniac                       | Tiffany Fred, Adonis Shroshire                            | Shroshire     | 4:04  |
| 9.  | Not Right Now                      | Jonas, Hills, Cossum, Aracia, James Washington            | Danja         | 3:49  |
| 10. | Take It and Run                    | Hills, Cossum, Aracia                                     | Danja         | 4:36  |
| 11. | Lighthouse                         | Chauncey Hollis, Brow, Kevin McCall                       | Hit-Boy       | 3:45  |
| 12. | Just in Love (featuring Lil Wayne) | Jonas, Tardoss, Fauntleroy II, Daniels, Lil Wayne         | Knox          | 3:27  |

| 1. | Just In Love (Moto Blanco Radio Edit Remix) |  |  | 3:45 |
| 2. | Just In Love (Soul Seekerz Radio Remix)     |  |  | 3:44 |

## Albumlistor
| Lista (2011)                     | Topplacering |
| -------------------------------- | ------------ |
| Belgien (Flandern)               | 42           |
| Belgien (Vallonien)              | 54           |
| Kanada (Canadian Albums Chart)   | 23           |
| Italien (FIMI)                   | 12           |
| Mexiko (AMPROFON)                | 5            |
| Nederländerna (MegaCharts)       | 85           |
| Portugal (AFP)                   | 4            |
| Storbritannien (UK Albums Chart) | 99           |
| USA (Billboard 200)              | 15           |

## Utgivningshistorik
| Land           | Datum           | Format               |
| -------------- | --------------- | -------------------- |
| Nederländerna  | 7 oktober 2011  | CD, Digital download |
| Norge          | 7 oktober 2011  | CD, Digital download |
| Tjeckien       | 7 oktober 2011  | CD, Digital download |
| Sverige        | 10 oktober 2011 | CD, Digital download |
| Kanada         | 11 oktober 2011 | CD, Digital download |
| USA            | 11 oktober 2011 | CD, Digital download |
| Tyskland       | 17 oktober 2011 | CD, Digital download |
| Storbritannien | 24 oktober 2011 | CD, Digital download |